# Nicolau Trullol i Dameto
Nicolau Trullol i Dameto   (Palma, 29 de gener de 1667 - Palma, 29 de desembre de 1728) fou un noble i polític mallorquí, primer marquès de la Torre i destacat partidari de la Casa d'Àustria durant la Guerra de Successió.
Era fill de Nicolau Trullol i Nicolau i d'Elionor Dameto i Rossinyol. El seu germà Jordi Trullol i Dameto fou inquisidor de Mallorca, i el seu germanastre Francesc Trullols i Font de Roqueta fou un distingit polític i funcionari de la cort de Carles II i procurador reial de Mallorca que aconseguí el títol de marquès de la Torre, del qual no fou mai titular perquè el monarca morí abans que fos signat. Posteriorment, Nicolau sí que aconseguiria el títol, gràcies als mèrits i el renom del seu germà.
Fou cavaller de l'orde d'Alcántara. Participà de la defensa de Girona de 1684 i rebé patent de capità de cavalleria el 1688. Quan el seu germanastre Francesc fou nomenat procurador reial del Regne el 1696, va exercir de lloctinent seu, i el rei Carles II li va concedir el dret de futura successió. El rei va morir abans de poder signar la concessió del títol de marquès de la Torre. Com a lloctinent del procurador reial, fou l'encarregat d'organitzar el funeral del rei de la catedral de Mallorca. Tot i la seva tendència austriacista, el rei Felip V ratificà el títol de marquès de la Torre el 1702, però el títol de procurador reial fou concedit a Jordi de Villalonga i Fortuny, comte de la Cova. Després de la Presa austriacista de Mallorca el 1706, l'Arxiduc Carles el restituí com a procurador reial i el 1707 li concedí de nou el títol de marquès de la Torre. A la derrota austriacista definitiva el 1715, el càrrec de procurador reial fou abolit, fou destituït de tots els seus altres càrrecs, els seus béns foren confiscats i el títol de marquès li fou revocat, i ell partí exiliat a Menorca. Després de la Pau de Viena de 1725, recobrà els seus béns i, en virtut de la Reial Cèdula del 12 de març de 1728, el títol de marquès de la Torre li fou concedit definitivament.
Es casà amb Caterina Gual i Sanglada, amb qui tengué almenys dos fills, Elionor i Ferran Trullols i Gual, el seu hereu. Morí el 29 de desembre de 1728.